# Jeżów Sudecki (przystanek kolejowy)
Jeżów Sudecki − kolejowy przystanek osobowy w Jeżowie Sudeckim, w Polsce, w województwie dolnośląskim, w powiecie karkonoskim.